# Eugène Maas
Pour les articles homonymes, voir Maas.
Samuel Eugène Maas, né le 30 octobre 1872 dans le 2e arrondissement de Paris et mort le 21 octobre 1949 dans le 16e arrondissement de Paris, est un industriel et auteur dramatique français.
Connu également sous le nom de plume Paul Génémas ou Génémas, il est le neveu du peintre Guillaume Dubufe (1853-1909).

## Biographie
Ses pièces ont été représentées, entre autres, au Théâtre du Gymnase et au Théâtre des Mathurins.
Par ailleurs, industriel en papeterie, il est un des membres fondateurs de l'Aéro-club de France.

## Œuvres
- 1900 : Averse coûteuse, pièce en 1 acte, avec Paul Delay, à la salle de spectacle de l'Automobile Club de France (22 juillet)
- 1901 : La Tare (sous le nom de plume de Génémas), comédie en 1 acte, au théâtre de La Robinière (12 décembre)
- 1902 : Psst' ! Venez tous pêcher rue Bossu, revue locale et d'actualité en 3 actes, avec Victor de Cottens, à Cannes (15 mars)
- 1907 : Les Dessous indiscrets, comédie en 1 acte, au théâtre des Capucines (14 septembre)
- 1908 : Imposons la revue nue, avec Jules Oudot
- 1908 : En Sca... la, j' marche, avec Wilned et Fernand Rouvray